# IHQ
iHQ는 대한민국의 종합 엔터테인먼트 그룹이다. 예능, 드라마 등 다양한 분야의 콘텐츠를 제작해오고 있다. 총괄사장은 박종진이다.

## 역사
- 1999년 4월, 정훈탁(현재 사내이사)[3] 은 주식회사 EBM프로덕션을 설립하였다. 이후, 차승재가 설립한 영화제작사 우노필름(현재 싸이더스 FNH), 인터넷 영화유통업체 웹시네마, 벤처기업 로커스 등이 합병해 2000년 6월, 주식회사 싸이더스 HQ를 출범해 회사 사명을 변경하였다.
- 싸이더스HQ는 2000년대 초반 엔터테인먼트 업계에서 가장 주목을 받은 연기자들이 중심이 된 연예기획사로 2001년 영화 ‘엽기적인 그녀’를 통해 톱 배우로 떠오른 전지현을 비롯해 정우성, 차태현, 조인성, 전도연, 설경구, 김혜수, 박신양, 최지우 등 당대 최고의 배우들을 거느리며 한 때 국내 드라마와 영화, 광고시장 등에서 막강한 영향력을 행사하기도 했다. 2002년에는 매니지먼트 사업부와 음반사업부를 분리하면서 독자적인 엔터테인먼트 회사로 출범하였다.
- 2004년 5월, iHQ는 싸이더스HQ를 흡수합병키로 이사회에서 결의했다고 공시했다.[4] iHQ와의 합병 이후 연예 매니지먼트 사업 및 드라마, 예능 제작과 음반사업을 영위하고 있는 종합 엔터테인먼트 그룹이다.
- 2005년에는 국내 최대 통신 기업 SK텔레콤의 계열 회사로 편입해 종합 엔터테인먼트회사가 됐으며, 2008년 1월에는 모회사인 SK텔레콤과 중국 현지에 합작법인 ‘베이징싸이더스HQ’를 설립해 사업 영역을 확장했다.
- 2009년 8월, iHQ는 매니지먼트업계 최초로 노동조합을 설립했다.[5]
- 2011년 3월, 온라인게임사 엔씨소프트와 서울 장충동 반얀트리 스파앤클럽에서 ‘DEBUT ON NEXT CINEMA(데뷰 온 넥스트 시네마)’ 콘텐츠 제휴 협약식을 맺었다.
- 2011년 7월, IHQ는 에듀테인먼트 영어 학습법 '잉글리스타'를 오픈하고 온라인 영어교육 사업에 진출했다.
- 2012년 매니지먼트 예능 사업본부 뉴에이블을 자회사로 분리시켰지만[6] 2018년 7월 해당 회사에 재편입됐다.
- 2013년 9월, 포미닛, 비스트 등이 소속된 음악 기획사 큐브 엔터테인먼트의 지분 50.01%를 취득하면서 자회사로 편입하였다.
- 2015년 3월, 6개의 방송채널(Comedy TV, Dramax, K-star, AXN, LIFE N, The DRAMA)을 보유하고 있는 콘텐츠 플랫폼 사업자 CU미디어와 합병하였다. 이 합병을 통해 서울과 경기지역 등에서 가장 큰 사업 규모를 가진 케이블방송업체 씨앤엠이 iHQ의 최대 주주가 됐고, 정훈탁은 6%의 지분을 가진 3대 주주로 계속 경영에 참여하고 있다.[7]
- 2020년 2월, 큐브 엔터테인먼트를 VT GMP에 매각했다.
- iHQ는 영화, 드라마 및 음반제작, 연기자 지도까지 다양한 사업 분야를 갖고 있으며, 커피 전문점 카페베네, 치킨점 홈치킨 등 프랜차이즈 사업까지 영역을 넓혔다. 2013년 1월에는 이미용 프랜차이즈 '두쏠뷰티' 1호점을 열고 뷰티사업에 진출하였다.[8] 또한, 현재 종합 엔터테인먼트사 iHQ로 증시에 상장돼 있으며 영화 제작, 게임 개발, 모바일 비즈니스 등 사업 다각화에 힘쓰는 중이다.
- IHQ는 자체 아티스트 아카데미 ‘CAST’를 통한 학원사업을 운영하고 있다.
- 분사된 매니지먼트 회사로는 판타지오(과거 N.O.A엔터테인먼트)와 매니지먼트 숲, 블러썸 엔터테인먼트, 킹콩 엔터테인먼트가 있다.[9]

## 운영

### 운영 채널
| 채널 명  | 기간                   | 비고 |
| 코미디TV | (2000 ~ 2021) (2024 ~) |      |
| 드라맥스 | (2006 ~ 2022) (2024 ~) |      |
| i SHOW   | (2024 ~)               |      |
| i PLAY   | (2024 ~)               |      |

### 경력
2024년 1월 11일 : 경인방송 MOU 체결

## 현 소속사

### 남성 연예인
- 김영재
- 김한종
- 노광식
- 동현(BF)
- 동현배
- 로몬
- 류담
- 박건우
- 박선호
- 박준형(god)
- 박현우
- 병헌
- 백성현
- 빅맨
- 신규현
- 오광록
- 윤주빈
- 이봉원
- 정수교
- 지은성
- 최영민
- 케빈 (모노그램)
- 학진

### 여성 연예인
- 김다예
- 김수정
- 김윤혜
- 김혜윤
- 루다
- 리원 (모노그램)
- 박미경
- 박세희
- 박소현
- 소유미
- 송채윤
- 연지후
- 오아린
- 유소나
- 이가원
- 이고은
- 이미숙
- 이유진
- 이채영
- 임주은
- 조아영
- 최수정
- 한가림
- 혜린(EXID)
- 황선희
- 나현

### 음악 그룹
- God(박준형, 데니 안, 윤계상, 손호영, 김태우)
- 모노그램 (케빈, 리원)

## 전 소속

### 남성 연예인
- 엄기준
- 류승수
- 공유
- 권오중
- 권영기
- 권영민
- 김광일
- 김기방
- 김기수
- 박상남
- 김남진
- 김병옥
- 장혁
- 황제성
- 김성수
- 김수로
- 손준호
- 김영준
- 김우빈
- 김응수
- 김정준
- 김태우(god)
- 김학래
- 나윤
- 대니얼 대 김
- 데니 안(god)
- 마동석
- 문희준
- 박기영
- 박보검
- 박신양
- 박윤재
- 박윤희
- 박재범
- 박진택
- 박태준
- 백도빈
- 서배준
- 설경구
- 성동일
- 손창민
- 손호영(god)
- 송종호
- 송중기
- 신성록
- 신승환
- 심권호
- 양진우
- 여욱환
- 연준석
- 예학영
- 오건우
- 오재무
- 유남규
- 유태성
- 유하준
- 윤계상(god)
- 이범수
- 이상엽
- 이수혁
- 이영석
- 이종혁
- 임백천
- 임슬옹
- 임종인
- 임형준
- 장경업
- 장동혁
- 전재형
- 정상윤
- 정선연
- 정수근
- 정우성
- 정윤민
- 정은찬
- 정찬민
- 제이쓴
- 조경훈
- 조동혁
- 조상기
- 조인성
- 조영규
- 조형기
- 지진희
- 차태현
- 최승훈
- 최원형
- 최필립
- 칼 윤
- 하정우
- 한상진
- 한재석
- 한태민
- 허지원
- 현우
- 현진영
- 홍경인
- 황정민

전 소속

### 여성 연예인
- 오세영
- 오연서
- 고은미
- 고준희
- 공현주
- 공효진
- 구지성
- 김경화
- 김민지
- 김보라
- 김사랑
- 김서형
- 김선아
- 김성은
- 김소현
- 김수겸
- 김숙
- 김신영
- 김연준 (2EYES)
- 김유정
- 김정화
- 김채은
- 김하늘
- 김화주
- 김혜수
- 김혜진
- 남규리
- 다솜 (2EYES)
- 맹승지
- 명세빈
- 문 블러드굿
- 반소영
- 박미선
- 박미소
- 박민영
- 박수진
- 박은지
- 박잎선
- 박주미
- 박희본
- 배진아
- 빈(LUV)
- 서신애
- 서진호
- 선우선
- 성유리
- 솔비
- 송혜교
- 신민아
- 신주아
- 심이영
- 염정아
- 예지원
- 오지은
- 유선
- 윤주희
- 윤해영
- 은별(LUV)
- 이가령
- 이경화
- 이미연
- 이승하
- 이영자
- 이유비
- 이은주
- 이청아
- 임수정
- 임현경
- 장희진
- 전도연
- 전지현
- 정다은
- 정유미
- 정주연
- 조보아
- 조윤희
- 차수연
- 차현정
- 채림
- 최아라
- 최지우
- 한고은
- 한보배
- 한예슬
- 한유이
- 한은정
- 황정음
- 황하나
- 혜린 (2EYES)
- 홍현희
- 김지영
- 김이경

### 음악 그룹
- 투아이즈(향숙, 혜린, 다솜, 다은, 김연준)
- LUV(빈, 햇님, 은별)
- 소울스타(이창근, 이승우, 이규훈)
- 써드코스트(권성민, 한소현, 최지호)

### 전 소속 드라마 작가
- 김영현
- 박상연
- 임성한
- 이경희
- 김규원

## 같이 보기
- IHQ의 음반